# Renosteria waverena
Renosteria waverena är en insektsart som beskrevs av Pieter D. Theron 1984. Renosteria waverena ingår i släktet Renosteria och familjen dvärgstritar. Inga underarter finns listade i Catalogue of Life.